# Crassula lactea
Crassula lactea é uma espécie de planta com flor pertencente à família Crassulaceae. 
A autoridade científica da espécie é Sol., tendo sido publicada em Hortus Kew. (W. Aiton) 1: 396. 1789.

## Portugal
Trata-se de uma espécie presente no território português, nomeadamente no Arquipélago dos Açores.
Em termos de naturalidade é introduzida na região atrás indicada.

## Protecção
Não se encontra protegida por legislação portuguesa ou da Comunidade Europeia.